# Wilkenburg
Wilkenburg è una frazione (Ortsteil) della città di Hemmingen, nel land della Bassa Sassonia, in Germania.

## Storia
Già comune autonomo nel circondario di Hannover; fu soppresso e incorporato a Hemmingen il 1º marzo 1974.